# Dušan Mukič
Dušan Mukič (Mukics Dusán) slovenski novinar, pesnik, pisatelj, prevajalec, glasbenik. * 11. maj 1981, Sombotel.
Njegovi starši so etnolog Francek Mukič in etnologinja ter zgodovinarka Marija Kozar iz Gornjega Senika. Študiral je na Univerzi v Ljubljani. Danes je sodelavec madžarske televizije in ureja televizijski program Slovenski utrinki. Obenem je novinar porabskega tednika Porabje. V vsakem letu objavi članke, pesmi in prevode v periodiki Porabski koledar. Prevedel je pesmi v prekmurščino (porabsko narečje) od Byrona, Goetheja, Aranya in Csátha. 